# Michel Ney
(Napoleone parlando con il generale Gourgaud, sui generali Lannes e Ney)
Michel Ney, duca di Elchingen, principe della Moskowa (Sarrelouis, 10 gennaio 1769 – Parigi, 7 dicembre 1815), è stato un generale francese, Maresciallo dell'Impero con Napoleone Bonaparte.
Combattente energico, dotato di grande spirito offensivo e di carattere indomabile, dopo essersi distinto durante le guerre rivoluzionarie francesi, prese parte a gran parte delle guerre napoleoniche, distinguendosi nella campagna di Ulma, alla battaglia di Friedland, nella guerra di Spagna e soprattutto nella campagna di Russia; durante queste campagne dimostrò sempre combattività, coraggio personale e capacità tattica.
Dal carattere difficile e irritabile, Ney, dopo essere passato ai Borboni dopo la prima abdicazione dell'imperatore, tornò a fianco di Napoleone nei Cento Giorni e combatté nella battaglia di Waterloo. Considerato un traditore dopo la Seconda Restaurazione, fu processato e fucilato. Per il suo contributo alle vittorie di Napoleone, aveva ricevuto i titoli onorifici di "duca d'Elchingen" e di "principe della Moscova".

## Biografia
Michel Ney nacque a Sarrelouis il 10 gennaio 1769, secondogenito di Pierre Ney, un mastro bottaio che aveva partecipato alla guerra dei sette anni. Compì i propri studi presso il locale collegio degli Agostiniani. Impiegato per qualche anno presso un notaio, divenne successivamente sovrintendente di miniere e fornaci. La sua vita cambiò radicalmente il 12 febbraio 1787: quel giorno Ney si arruolò come volontario in un reggimento di ussari dell'esercito regio.
Dopo quattro anni di servizio venne promosso caporale addetto agli approvvigionamenti. Allo scoppio della guerra con l'Austria, il 20 aprile 1792, Ney era già salito al grado di sergente maggiore di reggimento. Tra il 1792 e il 1793, fu aiutante del generale Lamarche e Collaud. Poco dopo il 1793 comandò uno squadrone di 500 cavalleggeri posto agli ordini di Kléber nell'Armata della Sambre e della Mosa. La sua carriera militare riportò notevoli successi tanto che si procurò il soprannome di infallibile. Nel 1801 fu iniziato in Massoneria nella Loggia  "Saint-Jean de Jérusalem" a Nancy. Nel 1802 si sposò con Aglaée Louise Auguiée, figlia di un alto funzionario alla corte di Luigi XVI, e futura ancella dell'imperatrice Giuseppina. Il loro fu un matrimonio felice.

### Maresciallo dell'Impero
Michel Ney fu l'unico fra i tre ufficiali superiori dell'Armata della Sambra e Mosa a venire nominato (il 18 maggio 1804) Maresciallo dell'Impero da Napoleone e posto al comando del VI corpo della Grande Armée. Ney, durante il periodo trascorso a Montreuil in attesa dello sbarco in Inghilterra, ebbe modo di conoscere e divenire amico del barone svizzero Antoine de Jomini (1779-1869), un grande stratega militare. Jomini, grazie a questa amicizia (che durò fino al 1813, anno in cui passò dalla parte della Coalizione), poté pubblicare il suo trattato di strategia militare intitolato Traité des grandes opérations militaires, libro che piacque così tanto a Ney, che chiamò Jomini a far parte del suo stato maggiore.

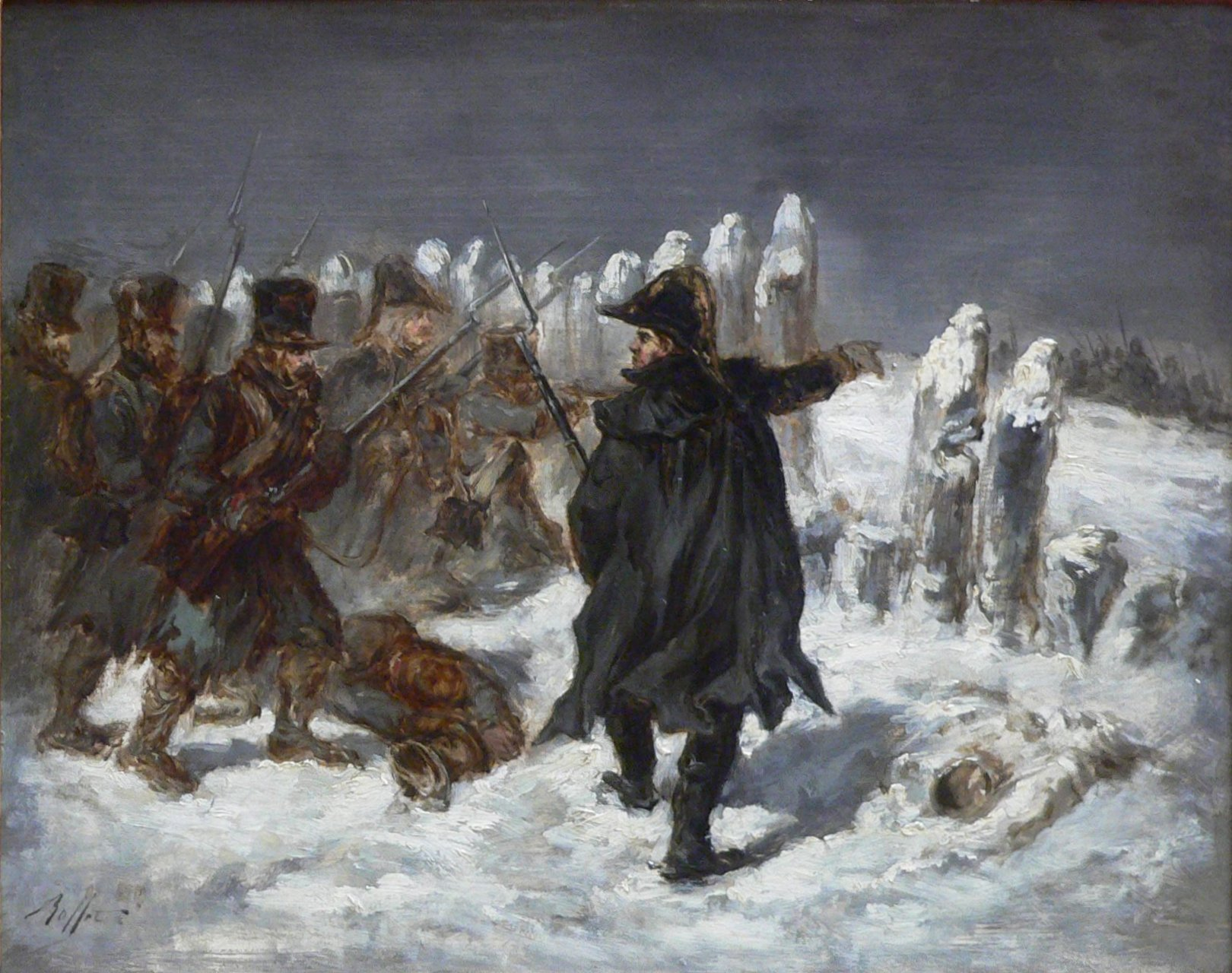
Ney guida le truppe alla conquista di Kowno in un dipinto di Denis-Auguste-Marie Raffet conservato al Museo del Louvre

Dopo il cambio di piani sullo sbarco in Inghilterra, Ney, insieme all'esercito francese, condusse il suo corpo d'armata a marce forzate in direzione di Vienna. Partecipò alla battaglia di Ulm, rendendosi protagonista nella battaglia di Elchingen, dove condusse in prima linea i suoi soldati contro le file austriache (che tentavano di uscire dall'accerchiamento francese), rigettandole fin sotto le fortificazioni di Ulm. Grazie al suo intervento, Napoleone conseguì un trionfo strategico. Nel 1808, l'imperatore lo nominò duca di Elchingen con riferimento alla sua vittoria. In seguito venne incaricato di riappacificare il Tirolo, mancando così alla battaglia di Austerlitz. Ma ebbe modo di consolarsi nell'apprendere le parole di Napoleone, che il giorno della battaglia affermò: «Se avessi qui il mio Ney, egli non esiterebbe a dare una lezione a questi bastardi».
Nonostante l'assenza ad Austerlitz, Ney partecipò alla battaglia di Jena, lo scontro decisivo della Campagna di Prussia. Qui, però, impaziente di attaccare i prussiani, si lanciò contro il centro dell'esercito avversario, che contava il doppio delle sue forze, e si ritrovò isolato. L'imperatore, notando l'azione avventata del maresciallo e per evitare che ciò precipitasse in un disastro, ordinò ai marescialli Jean Lannes e Charles Augereau (che comandavano, rispettivamente, la destra e la sinistra dell'esercito francese) di venire in soccorso del collega, ristabilendo i contatti con lui. Inoltre inviò in soccorso le uniche riserve di cavalleria (comandate dal generale Henri Gatien Bertrand). Fortunatamente la situazione si ristabilì e la battaglia si risolse in un'altra decisiva vittoria francese. Per scusarsi dell'avventatezza, il maresciallo conquistò le città strategiche di Erfurt e Magdeburgo.
La Grande Armée venne quindi fatta accampare e Ney si addentrò per 96 km nella Prussia Orientale con il suo corpo d'armata alla ricerca di foraggio (era inverno e scarseggiavano le provviste). L'esercito russo al comando del conte di Bennigsen, mobilitato per sostenere l'attacco prussiano nella campagna precedente, scambiò il tentativo di Ney per un'offensiva in grande stile e avanzò per attaccare l'esercito francese. Questo fatto, assolutamente non previsto nei piani di Napoleone, attirò le ire dello stesso, il quale attribuì ingiustamente la colpa a Ney. Ma l'imperatore riuscì a far fronte alla minaccia, trovando delle falle nella disposizione strategica dell'esercito nemico. Dopo aver combattuto a Ionkovo, un tentativo non riuscito di circondare Bennigsen, Ney ricevette l'ordine di inseguire il corpo prussiano del generale L'Estocq (reduce dalla sconfitta di Jena) al fine di impedire il ricongiungimento tra i prussiani e l'esercito russo.
Ney arrivò in tempo per ristabilire la situazione nell'incerta battaglia di Eylau, un'inconcludente vittoria francese poiché Bennigsen riuscì a ritirarsi in buon ordine. Tuttavia il maresciallo tornò nelle grazie dell'imperatore durante la battaglia di Friedland (14 giugno 1807): qui comandò in prima fila il suo corpo d'armata, che costituiva la destra dell'esercito francese, riuscendo, ad un segnale convenuto, a sbaragliare l'ala sinistra dell'esercito russo. Napoleone, che in quel momento si trovava insieme al maresciallo Mortier, commentò l'azione di Ney con la celebre esclamazione: «Quell'uomo è un leone!». Nonostante la gloria ottenuta grazie al suo comandante, il VI corpo si macchiò, come ebbe a ridire il maresciallo Davout, di atti deplorevoli, quali saccheggio e delitti. Il 2 agosto 1808 Ney fu trasferito in Spagna dove rimase per circa due anni e mezzo, fino al 1811, durante i quali conquistò Logroño, Soria, diede filo da torcere al generale inglese Arthur Wellesley, sottomise la Galizia, le Asturie e combatté vittoriosamente contro spagnoli e portoghesi. Ma in questi anni mostrò anche il lato peggiore del proprio carattere, rivelando di essere indisciplinato, attaccabrighe e permaloso.
A causa dei numerosi screzi con i colleghi, fu esonerato dal comando in Spagna e gli venne affidato il comando degli quartieri di Boulogne, lasciati in abbandono dal 1804. Rimase inoperoso fino al 1812, anno in cui gli venne affidato il comando del III corpo della Grande Armée, in vista della campagna di Russia. A seguito dell'attraversamento del fiume Niemen, evento iniziale della disastrosa campagna, Ney si vide coinvolto nei maggiori scontri avvenuti durante la marcia in territorio russo e la ritirata da Mosca: strinse d'assedio Smolensk insieme al maresciallo Murat ma non riuscì a intrappolare l'esercito russo (agli ordini dei generali de Tolly e Bagration) il quale si ritirò fino a Borodino, dove, al comando del generale Michail Illarionovič Kutuzov, diede infine battaglia. Ney, nella successiva battaglia di Borodino, si distinse per audacia comandando il centro dello schieramento francese, impegnato ad assaltare le ridotte al centro dell'esercito russo. Per il valore dimostrato Napoleone lo nominerà principe della Moscova (la Moscova è il fiume passante per Borodino).
Ma diede il meglio di sé durante la ritirata: l'intraprendenza e il coraggio di Ney furono pari alla sua destrezza tattica. Innumerevoli volte, con uno sparuto numero di superstiti malconci, assicurò la ritirata della Grande Armée: combatteva contro forze il doppio delle sue di giorno, marciava di notte. Il 20 novembre, presso il villaggio di Orcha, dopo la Battaglia di Krasnoi, Ney, con poco più di 2.000 uomini (era partito con 35.000 uomini), venne tagliato fuori dal resto dell'esercito dai cosacchi e per molti giorni non si ebbero più notizie di lui e delle sue truppe. Con incredibile audacia e assoluta determinazione, rifiutò di arrendersi ai reggimenti di cosacchi e soldati russi che vagavano per la zona e guidò i suoi uomini attraverso una marcia notturna e ad un fiume gelato, per poi ricongiungersi con Eugenio qualche giorno dopo. Napoleone, appena seppe che Ney era ancora vivo e si era ricongiunto all'esercito, esclamò: «Ho trecento milioni di franchi alle Tuileries. Darei tutto pur di salvare Ney. Che magnifico soldato! L'esercito di Francia è pieno di uomini coraggiosi ma Michel Ney è il più prode tra i prodi»". Il suo corpo d'armata venne portato a 4.000 uomini e continuò a stare alla retroguardia. Fu presente al passaggio della Beresina, dove combatté e respinse al comando di 8.000 uomini i 27.000 soldati del generale  Pavel Vasi'evič Čičagov e fu l'ultimo francese, fucile alla mano, a varcare il confine russo.
Durante la campagna del 1813, l'eroe della Moscova contribuì al successo di varie battaglie, tra cui quella di Lützen, dall'esito incerto, quella di Bautzen, dove aveva il compito di accerchiare l'esercito alleato (ma per una incomprensione degli ordini non seguì del tutto le istruzioni dell'imperatore), e quella di Dresda. Venne sconfitto poi dall'ex collega Bernadotte (ora dalla parte della coalizione) a Dennewitz, sulla strada per Berlino, che Ney aveva l'ordine di occupare. A Lipsia tenne, insieme al maresciallo Marmont il villaggio di Schönefeld, ma venne ferito e pertanto mandato in licenza in Francia. Si ristabilì in tempo per partecipare alla Campagna di Francia, alla testa dei 16.000 uomini della Giovane Guardia, combattendo valorosamente a Brienne, Montmirail, Laon e Arcis. Pur con l'ardore dimostrato in queste ultime battaglie, fu però proprio Ney a chiedere all'imperatore a nome degli altri marescialli, per evitare altri inutili spargimenti di sangue, l'abdicazione, che fu firmata il 4 aprile 1814.

### Il ritorno con Napoleone, Waterloo e la morte
Negli anni post-bellici, Ney divenne membro del Consiglio di Guerra e comandante della cavalleria, che egli seppe riorganizzare in modo eccellente. Luigi XVIII, il nuovo sovrano, ripose molta fiducia nel Maresciallo, nominandolo addirittura suo Gentiluomo di Camera; perciò quando si seppe della fuga di Napoleone dall'Isola d'Elba, dove era stato imprigionato, la corte si rivolse subito a lui per fermarlo. Ney rispose alla richiesta con una frase rimasta celebre: "La Francia non ha bisogno di un'altra guerra civile. L'impresa di Bonaparte è pura follia. Parto subito per Besançon, e, se occorre, lo riporterò a Parigi in una gabbia di ferro!". Commovente fu la scena avvenuta ad Auxerre il 18 marzo, dove Ney, alla vista del suo imperatore, tornò sotto le sue insegne. Napoleone, appena entrò a Parigi (senza neanche aver sparato un colpo), si impegnò alla creazione di un piano per evitare una nuova invasione della Francia, dato che l'intera Europa si era risollevata alla notizia del ritorno dell'odiato còrso.
Il piano era semplice: varcare il confine tra la Francia e il Belgio, sconfiggere separatamente l'esercito prussiano al comando di Blücher e quello anglo-olandese del duca di Wellington e occupare Bruxelles. Se avesse funzionato la Settima Coalizione si sarebbe probabilmente sciolta e la Francia avrebbe raggiunto (almeno momentaneamente) la pace. L'Armée du Nord, ovvero la ricostituita Grande Armée, fu divisa in tre parti: l'ala destra, l'ala sinistra e la riserva. L'ala destra venne affidata al neo maresciallo Grouchy, la sinistra a Ney e la riserva (ovvero la Guardia più un corpo di fanteria) rimase al comando diretto di Napoleone. Varcato il confine il 15 giugno, il giorno seguente si accesero aspri combattimenti a Quatre-Bras e a Ligny. Ney condusse la battaglia di Quatre-Bras contro Wellington ma l'esito fu incerto. Due giorni dopo, il 18 giugno Ney fu uno dei protagonisti nella memorabile giornata di Waterloo. In questa battaglia egli ebbe il comando del centro francese, con il compito di assaltare le difese anglo-olandesi. Trascinò la maggior parte della cavalleria francese in inutili assalti contro gli inglesi per un errore tattico, ma riuscì a prendere la fattoria fortificata della Haie Sainte, centro dell'esercito inglese.
Il maresciallo, conscio di quella possibilità di vittoria, richiese truppe fresche all'imperatore, ma questi esclamò irritato: "Delle truppe? Dove volete che le prenda? Volete che le fabbrichi?". Si spense così l'ultima speranza di vittoria di quella battaglia. Dopo quella disastrosa sconfitta Ney tornò a Parigi, il 20 giugno, e vi rimase fino al 6 luglio. Al ritorno del re Luigi, Ney venne arrestato per alto tradimento (3 agosto), processato dalla Camera dei Pari di Francia, di cui facevano parte molti dei suoi ex colleghi marescialli, e condannato a morte; il maresciallo Moncey rifiutò di presiedere il Consiglio di Guerra che lo condannò.
Il 7 dicembre 1815 comparve davanti al plotone d'esecuzione al crocevia de l'Observatoire, nei giardini del Lussemburgo. Le sue ultime parole furono: "Soldati, quando vi do l'ordine di far fuoco, mirate dritto al cuore. Attendete l'ordine, sarà l'ultimo. Protesto per la mia condanna. Ho combattuto centinaia di battaglie per la Francia, ma non una contro di essa". Detto questo ordinò di far fuoco. Undici pallottole gli trafissero il petto; un soldato mirò in alto e sparò sul muro. Si concluse così la vita di Michel Ney, il quale ricevette sepoltura nel cimitero di Père-Lachaise.

## Giudizio storico

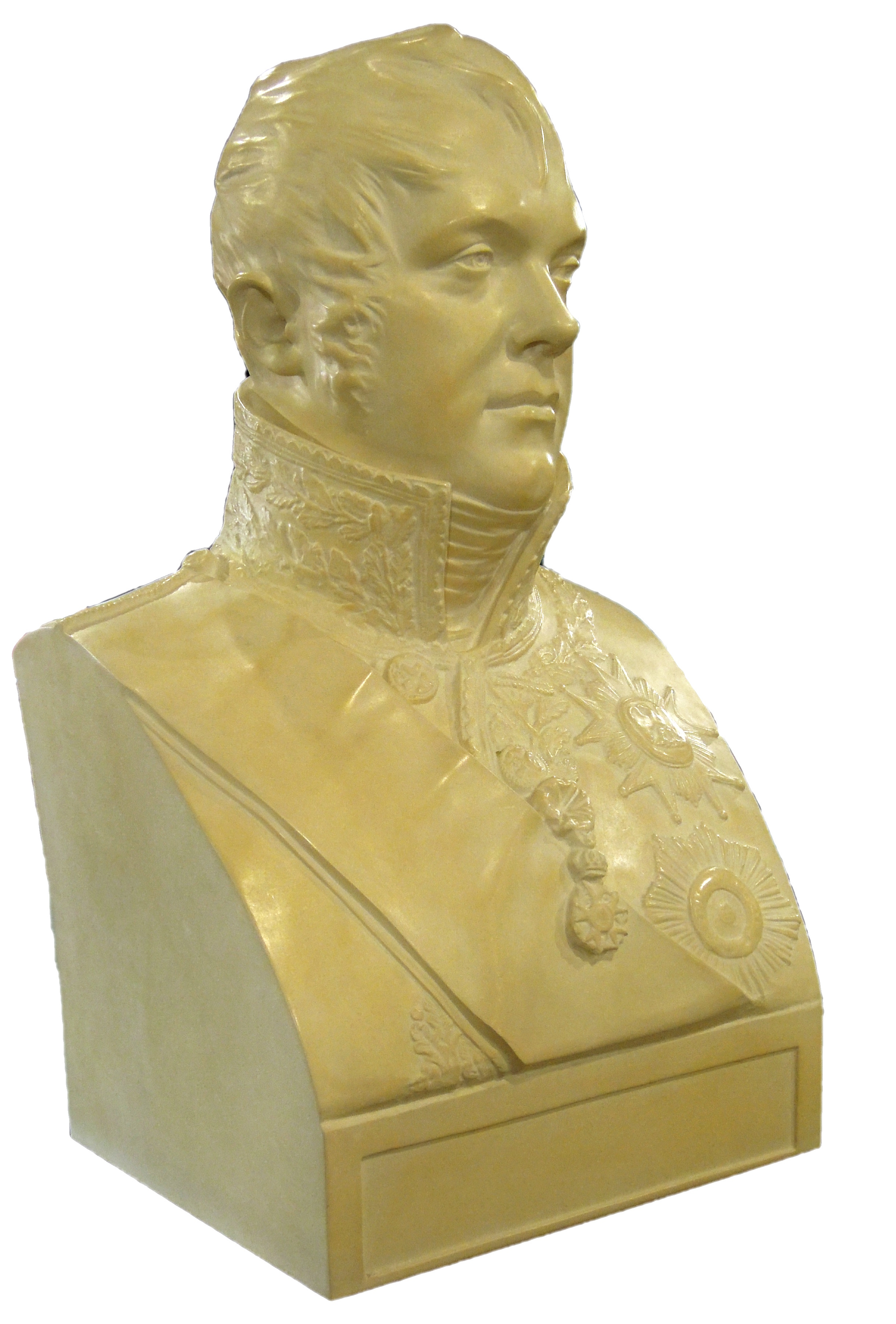
Jean-Antoine Houdon
Busto del Maresciallo Ney

Non idoneo a grandi comandi autonomi senza la supervisione di Napoleone, Ney eccelse invece nella conduzione tattica sul campo di battaglia dove poté ispirare con il suo esempio personale, lo spirito combattivo delle sue truppe Eroe delle Guerre Napoleoniche, fu un generale audace, intraprendente, a volte impulsivo, ma sicuramente la sua presenza sul campo di battaglia fu di inestimabile valore: infatti egli seppe sempre spronare i suoi uomini in ogni difficoltà e circostanza avversa, instillava loro il coraggio e sovente li guidava sciabola in pugno in prima linea. Ciò gli causò molte ferite, ma i risultati conseguiti in battaglia valsero i rischi che corse.

## Il presunto espatrio di Ney negli Stati Uniti
Secondo una teoria del complotto, dopo la sentenza di morte ai danni di Ney iniziò a circolare la voce a Parigi che il re avesse poi graziato il maresciallo, commutando la condanna alla pena capitale in esilio perpetuo. Il maresciallo avrebbe quindi assunto l'identità di un tal Peter Stuart Ney, sbarcato il 29 gennaio 1819 a Charleston, porto della Carolina del Sud, proveniendo dalla Francia in compagnia di Philip Petrie, un soldato che aveva combattuto tra le file della Grande Armée proprio agli ordini di Ney. Lo stesso Petrie, nel 1874, avrebbe testimoniato di avere riconosciuto l'ex maresciallo con assoluta certezza durante la traversata anche dalla ferita sulla guancia che si procurò sul campo di Waterloo. Allo stesso modo, sarebbe stato riconosciuto anche da numerosi altri rifugiati francesi nella prima città dove si trasferì, Georgetown nel Distretto di Columbia. Successivamente Peter Stuart Ney si trasferì per tre anni a Brownsville (New York) lavorando come maestro di scuola; infine, si spostò a Mocksville nella Contea di Davie (Carolina del Nord), dove rimase fino alla morte. Venne sepolto vicino a Salisbury, nella Contea di Rowan, nel 1846.
Un'indagine sul corpo di Peter Stuart Ney venne condotta nel 2022, ma senza esito perché non vennero ricavati resti utili per un esame; il DNA venne poi estratto da un flauto che apparteneva a Peter Stuart Ney, concludendo infine che quest'ultimo non era il maresciallo Ney.

## Araldica
|  |

|  |

## Influenze culturali
- in Waterloo, regia di Sergej Bondarčuk (1970), interpretato da Dan O'Herlihy.
- Jean-Léon Gérôme, L'esecuzione del maresciallo Ney, olio su tela, 1868.
- Napoleon, regia di Ridley Scott (2023)